# Ville d'Anaunia
Ville d'Anaunia est une commune italienne d'environ 4 500 habitants située dans la province autonome de Trente, dans la région du Trentin-Haut-Adige, dans le Nord-Est de l'Italie. Créée le 1er janvier 2016, elle comprend Nanno, Tassullo, Tuenno.
Les communes limitrophes sont  Campodenno, Cles, Contà, Denno, Dimaro Folgarida, Molveno, Predaia, Sanzeno, Spormaggiore et Tre Ville.